# Franz von Sickingen
Franz von Sickingen (Burg Ebernburg, 1481. március 2. – Burg Nanstein, 1523. május 17.) német birodalmi lovag és zsoldoscsapatvezér, a „lovagok háborújának” egyik résztvevője, a lutheri reformáció támogatója.

## Életpályája
Bad Kreuznach közelében született az Ehrenburg várban. Mint ifjú háborút folytatott városok, polgárok és fejedelmek ellen, mit sem törődve a birodalmi átokkal, mely reá több ízben kimondatott. Mint politikus azt a tervet iparkodott megvalósítani, hogy Németországot egyházi és politikai tekintetben átalakítsa, az egyházi fejedelemséget megszüntesse, a császár és a lovagság hanyatlott tekintélyét megint helyreállítsa, a területi fejedelmek hatalmát lehetőleg megtörje. V. Károly császár megválasztásában közreműködött. A reformációt váraiban és birtokain melegen felkarolta és a wormsi birodalmi gyűlésen bátor kitartásra buzdította a csüggedő Luthert. 1519-ben a lovag csapatai felgyújtották a maulbronni kolostort. Megtámadta Trier városát. Hessen és Pfalz fejedelmei a Landstuhl közelében levő Nanstein várában ostrom alá vették, ahol Sickingen barátjaitól elhagyatva, egy golyótól találva a bevonuló győzők szeme láttára meghalt. Sírja a landstuhli katolikus templomban látható. 1889-ben neki és Ulrich von Huttennek emlékművet emeltek Ebernburg várában.